# Gothic II
Gothic II (En español Gótico II) es un videojuego perteneciente al género de rol, es la secuela de Gothic, Desarrollado por la empresa alemana Piranha Bytes. Fue lanzado por primera vez el 29 de noviembre del año 2002 en Alemania, y en América del Norte después de casi un año, el 28 de octubre de 2003. El juego fue publicado por JoWooD Entertainment y Atari.

## Sinopsis

### Ajuste
Al igual que en Gothic, Gothic II se encuentra en una isla de estilo medieval llamada Khorinis. Los lugares incluyen la Ciudad de Khorinis, el monasterio de los Magos del Fuego, granjas y bosques. El Valle de las Minas de primera parte se encuentra también en el juego, aunque ha cambiado. Del antiguo campamento sólo el castillo sigue en pie, el nuevo campamento se ha convertido en una región de hielo, y el campamento pantano se hizo inaccesible por una valla construida por los orcos. El último lugar visitado en el juego es Irdorath, una mazmorra similar al templo en estilo gótico.
Khorinis es una zona rica en hermosos parques y bosques densos. El principal recurso comercial de Khorinis es el mineral de magia liberada, de su colonia penitenciaria al Rey, que está luchando contra los orcos en la parte continental. Todas las granjas en Khorinis son propiedad de un terrateniente que ha contratado a mercenarios para él y sus fincas por parte de la milicia proteger cuando tratan de cobrar impuestos a las granjas. Esto ha causado Khorinis a estar al borde de una guerra civil. La ciudad es baja en alimentos y se basa en viajar comerciantes como los barcos de la parte continental han dejado de venir a causa de la guerra.
La gente en Khorinis creen en tres dioses. Adanos, el dios del agua y el equilibrio. Innos, el dios del fuego y el bien. Belial, el dios del mal y la oscuridad.

### Prólogo
Después de que la barrera alrededor de la colonia penitenciaria fuera destruida, el suministro de mineral para el reino se ha detenido. El rey decide enviar a Lord Hagen con 100 paladines a la isla para asegurar el mineral. En Khorinis, los presos que escaparon del campamento allanaron el país y viendo como la milicia era incapaz de protegerlos; algunos agricultores formaron una alianza con los refugiados y la lealtad ya no pagado al rey. El mal no desapareció con la Sleeper ser prohibido como con su último grito de la cama convocó a las criaturas más malvadas. Xardas sintió esto y rescató al héroe sin nombre de debajo de las ruinas del templo durmientes, donde se ha establecido para la semana, llegando a ser débil.

### Argumento
El Héroe sin Nombre es instruido por Xardas en el nuevo peligro, un ejército del mal que se ha reunido en el valle de la mía, dirigido por los dragones. Xardas envía el héroe a Lord Hagen, líder de los paladines, para recuperar el Ojo de Innos, un artefacto que permite hablar con los dragones y aprender más acerca de su motivación. El Héroe sin Nombre comienza a la Ciudad de Khorinis y después de que encontró una manera de entrar en la ciudad, se entera de que tiene que unirse a una de las facciones - la milicia, los magos de fuego o los mercenarios - que se permita la entrada a Lord Hagen. Cuando por fin el cumplimiento de la cabeza de los paladines, el héroe sin nombre se envía por primera vez en el valle de minas, que ahora está invadido por los Orcos, para traer de vuelta la evidencia de los dragones.
En el castillo, el antiguo campo de edad, Garond encabeza la misión de los paladines. También sabe acerca de los dragones, ya que el castillo ya ha sido atacado por ellos, pero solo está dispuesto a escribir un anuncio en él para Lord Hagen, después de que el héroe sin nombre ha reunido información sobre la situación en las minas. En el momento en el héroe sale del valle con la nota sobre los dragones, las fuerzas del mal se han dado cuenta de su búsqueda. Solicitantes se extienden por toda la isla, con el objetivo de matarlo. Presentado con la nota Señor Hagen está dispuesto a dar el Ojo de Innos al héroe y lo envía al monasterio de los magos de fuego para recuperarlo. Sin embargo, poco antes de que el héroe llega allí, el ojo fue robado. El héroe persigue al ladrón, pero solo llega a tiempo para presenciar Solicitantes destruyen el Ojo de Innos. Un herrero puede reparar el amuleto, pero por el poder mágico para ser restaurado, un ritual con altos magos que representa a los tres dioses es necesario. Vatras, el mago del agua, prepara el ritual y representa Adanos . Con ex Xardas mago de fuego representan Belial, Pyrokar, jefe de los magos de fuego, se une el ritual de mala gana representar Innos . Los magos logran restaurar el poder del Ojo de Innos por lo que el héroe puede regresar al valle para destruir los cuatro dragones que viven allí. 
Después de que todos los dragones son asesinados, el héroe viaja a la torre Xardas para que le informen, pero el mago se ha ido. El héroe se da una nota de Xardas por Lester, diciéndole que era encontrar más información en los magos de fuego 'monasterio, en el libro "Las Cámaras de Irdorath. El libro contiene un mapa mar, mostrando el camino a la isla Irdorath, uno de los antiguos templos de Belial que una vez que desaparecieron. El héroe reúne una tripulación y consigue un barco y un capitán de ese barco para navegar a Irdorath y enfrentarse al líder de los dragones -. El dragón no-muerto.

## Desarrollo
El motor del juego es básicamente una versión modificada del motor del Gothic original. La resolución de la textura ha sido mejorada por el factor 4 y el mundo se dice que es más de tres veces detallado que en el primer juego. Mientras que los gráficos son menos detallados que otros motores de la época, casi no hay tiempo de carga. 
While the graphics are less detailed than other engines of the time, there is almost no loading time.

## Marketing y liberación
La versión alemana del juego fue publicado por JoWood y puesto en libertad el 29 de noviembre del año 2002. En el Reino Unido y Escandinavia, JoWood y Atari co-publicó el juego, lanzado el 13 de junio de 2003. El estreno en Estados Unidos por Atari siguió unos meses más tarde el 28 de octubre Sin embargo, de acuerdo con Piranha Bytes, Atari no confirmó oficialmente el lanzamiento en Estados Unidos a ellos, por lo que no se extendió la voz acerca de este comunicado de hace meses. El 17 de octubre de 2005 Autor JoWood anunció que Aspyr Media iba a publicar cuatro de sus títulos en Norteamérica, siendo uno de ellos de oro Gothic II , que incluye Gothic II , así como el paquete de expansión Gothic II - Noche del Cuervo. Aspyr Media lanzó Gothic II Oro el 29 de noviembre de 2005.
En Alemania, Gothic II también está disponible en una Edición de Coleccionista, junto con el Gothic original. Una versión en Inglés de demostración del juego que contiene la primera parte, se estrenó el 17 de marzo de 2005, cuando el juego fue lanzado en varios territorios nuevos.

## Recepción
Mientras que Gothic II recibió muy buenas críticas de la prensa alemana, no le fue tan bien en América del Norte, donde recibió altas calificaciones también, pero también críticas negativas. Una de las razones de las peores opiniones generales eran los gráficos. La traducción del guion y la actuación de voz en la versión en Inglés también fueron criticados, y se sintió por la crítica como fuera de lugar y más pobre que en la versión alemana. Muchas de las críticas que actúa voz cae sobre el cambio de la voz para el personaje de Diego. El juego recibió críticas bastante altos con puntuaciones de 8,0 de 10 y mayor en la mayoría de sitios web, incluyendo IGN y GameSpot. La peor opinión de Gothic II que recibió fue en GameSpy, con una puntuación de 2 sobre 5.
Góthic II ganó el premio PC Gamer de Estados Unidos en el año 2003, como 'Mejor Juego de Rol'. Los editores lo llamaron "un regreso a las raíces de los juegos de rol de fantasía clásica en la PC" y señalaron su "mundo 3D no lineal maravillosamente detallado".